# Днепровский (Адыгея)
Днепро́вский (адыг. Днепровскэр) — хутор в Гиагинском районе Республики Адыгея России. Входит в Сергиевское сельское поселение.

## География
Хутор расположен в юго-восточной части Гиагинского района, на правом берегу реки Гачучи. Находится в 6 км к юго-западу от центра сельского поселения села Сергиевского, в 36 км к юго-востоку от районного центра станицы Гиагинская и в 24 км к северо-востоку от города Майкопа.
Площадь хутора составляет 0,51 км2, на которые приходятся 0,34 % от площади сельского поселения.
Хутор расположен на Закубанской наклонной равнине, в переходной от равнинной в предгорную зоне республики. Средние высоты на территории хутора составляют около 198 метров над уровнем моря. Рельеф местности представляет собой волнистые равнины, имеющей общий уклон с юго-запада на северо-восток, с различными холмисто-курганными возвышенностями. В долине реки Гачучи и её притоков резко выражены колебания относительных высот.
Гидрографическая сеть представлена рекой Гачучей. В районе хутора в неё впадают левые притоки, протекающие в балках Павлова и Занина. Также имеются различные водоёмы искусственного и естественного происхождений.
Климат мягкий умеренный. Среднегодовая температура воздуха положительная и составляет +11,5°С. Среднемесячная температура воздуха в июле достигает +23,0°С. Среднемесячная температура января составляет 0°С. Среднегодовое количество осадков составляет 740 мм. Основная часть осадков выпадает в период с мая по июль.

## Население
| 2002 | 2010 | 2013 | 2014 | 2015 | 2016 | 2017 |
| ---- | ---- | ---- | ---- | ---- | ---- | ---- |
| 146  | ↗174 | ↘162 | ↗168 | →168 | ↗172 | ↗175 |
| 2018 | 2019 | 2020 | 2021 | 2023 | 2024 |      |
| →175 | ↗178 | ↗181 | ↘155 | →155 | ↗161 |      |

Плотность 315.69 чел./км2.
Национальный состав
По данным Всероссийской переписи населения 2010 года:
| Народ   | Численность, чел. | Доля от всего населения, % |
| ------- | ----------------- | -------------------------- |
| русские | 161               | 92,5 %                     |
| армяне  | 9                 | 5,2 %                      |
| адыги   | 4                 | 2,3 %                      |
| всего   | 174               | 100 %                      |

Мужчины — 80 чел. (46,0 %). Женщины — 94 чел. (54,0 %).

## Инфраструктура
Ближайшие объекты социальной инфраструктуры расположены в административном центре сельского поселения селе Сергиевском.

## Улицы
На хуторе всего две улицы: Короткая и Крестьянская.